# Wizard of the Hood
Wizard of the Hood è un singolo dell'album di debutto del gruppo Horrorcore Insane Clown Posse, Carnival of Carnage. Il singolo fu scritto alla fine degli Anni 1980.